# Tư thế úp thìa

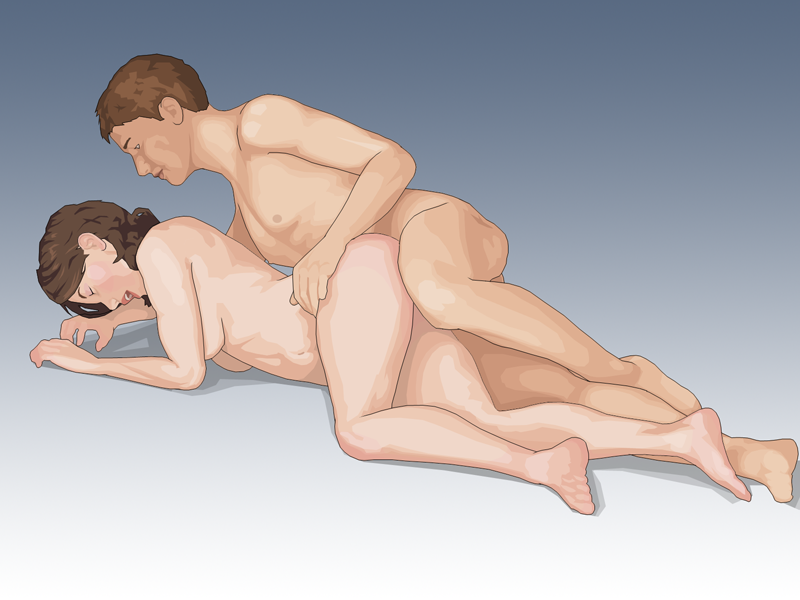
Tư thế úp thìa

Tư thế úp thìa là một tư thế tình dục và kỹ thuật âu yếm. Tên gọi bắt nguồn từ cách hai cái thìa (muỗng) có thể được đặt cạnh nhau, với các khung múc của thìa được căn chỉnh song song sát nhau. Tư thế úp thìa là một trong hai hình thức thâm nhập tình dục từ phía sau, tư thế còn lại là tư thế kiểu chó. Tư thế quan hệ tình dục úp thìa được gọi là một trong 4 tư thế quan hệ "cơ bản".

## Thực hành
Trong tư thế âu yếm úp thìa, một đối tác nằm nghiêng một bên với đầu gối cong trong khi đối tác còn lại cũng nằm, với mặt trước của mình áp vào lưng của đối tác. Vị trí âu yếm úp thìa không giới hạn ở hai người.
Ở vị trí quan hệ tình dục, đối tác tiếp nhận sẽ ở vị trí thìa bên trong và người thâm nhập nằm ở vị trí thìa bên ngoài để chuẩn bị xâm nhập từ phía sau. Để thâm nhập, các đối tác có thể tách rời phần thân trên của họ, chỉ với các xương chậu kết nối và hai chân của họ cũng có thể nằm trên nhau. Đối tác tiếp nhận có thể nâng đầu gối trên để cho phép việc thâm nhập dễ dàng hơn.
Trong hoạt động tình dục khác giới, đối tác thâm nhập có thể vuốt ve bụng của người phụ nữ và kích thích ngực, sau gáy và tai và âm vật. Người phụ nữ có thể kích thích âm vật của chính mình hoặc bìu của bạn tình. Ngoài ra, dương vật kích thích phía trước âm đạo, và có thể kích thích một khu vực thường được gọi là điểm G. Cùng với vị trí kiểu chó, đây có thể là vị trí tốt nhất để kích thích khu vực này.
Biến thể ở vị trí này bao gồm các đối tác nằm nghiêng về phía họ hoặc ở tư thế cái kéo. Quan hệ tình dục qua đường hậu môn cũng có thể áp dụng ở tư thế này, cùng với việc sử dụng máy rung.

## Ưu điểm và nhược điểm
Tư thế úp thìa cho phép rất nhiều sự thân mật về thể chất, vì có sự tiếp xúc toàn thân cho phép thoải mái âu yếm. Cả hai đối tác đều kiểm soát góc độ và độ sâu thâm nhập, và quan hệ tình dục chậm, cường độ thấp có thể kéo dài trong một thời gian dài bởi vì người đàn ông thường mất nhiều thời gian hơn để đạt cực khoái. Tuy nhiên, có rất ít sự kích thích thị giác cho một trong hai đối tác, vì họ không đối mặt với nhau và không thể nhìn thấy cơ thể của nhau đầy đủ. Dương vật cũng có thể trượt ra ngoài dễ dàng.
Vị trí thìa có thể được ưa thích bởi các cặp vợ chồng vừa thức dậy hoặc rất mệt mỏi. Nó có thể được sử dụng nếu người phụ nữ đang mang thai, ngay cả trong ba tháng cuối cùng, bởi vì nó không gây áp lực lên bụng. Nó cũng tốt cho những người hồi phục sau khi bị bệnh hoặc phẫu thuật, hoặc người già, vì nó ít gây căng thẳng cho cơ bắp.

## Lịch sử
Hầu hết nghệ thuật khiêu dâm La Mã mô tả các cặp vợ chồng ở tư thế úp thìa.